# Adamo Bianchi
Adamo Bianchi, detto "Adamino" (Bergamo, 1764 – Bergamo, 1836), è stato un tenore lirico italiano.

## Biografia
Secondo il critico Carlo Gervasoni, "egli non solo è peritissimo cantante, ma eziandio grande intelligente della bell'Arte. Questo virtuoso filarmonico, che io ho conosciuto personalmente, deve stimarsi moltissimo per la sua intonazione, per l'ottimo portamento di voce e per la sua grande espressione. La sua celebrità è abbastanza nota, avendo egli cantato mai sempre con universale applauso da primo tenore ne' principali teatri d'Italia e di altre straniere province. Bianchi iniziò il suo percorso musicale presso la Cappella Musicale della Basilica di Santa Maria Maggiore in Bergamo.
Nacque il 14 luglio 1764 a Grumello del Monte da Bernardino, professore di musica, e Caterina Quaranta. Era il quinto di quattordici figli. Si trasferì con la famiglia in via Pignolo nella città di Bergamo dopo la nascita dell'ultimo fratello, Davide (31 maggio 1776 Grumello del Monte-21 agosto 1843 Bergamo), che sarebbe divenuto organista di ottimo valore (e fu anche maestro di musica di Felice Moretti, che in suo onore assunse il nome di Padre Davide da Bergamo).
Debuttò probabilmente a Monza nel 1784, ma le prime notizie certe della sua presenza nei teatri dell'epoca sono relative alla stagione lirica del 1789, quando, nell'agosto-settembre, al Teatro Riccardi di Bergamo cantò nella parte del protagonista nell'opera Alessandro nell'Indie di  Niccolò Piccinni a  fianco del celebre castrato Gaspare Pacchierotti. Due anni dopo, si esibì con successo a Genova ne La morte di Semiramide di Giovanni Battista Borghi.
Nel 1791 gli fu conferita la Patente Accademica presso l'Accademia Filarmonica di Bologna.
Nella stagione del 1795 debuttò al Teatro alla Scala di Milano nella prima rappresentazione assoluta dell'opera Appelle e Campeste di Giacomo Tritto. Sempre alla Scala cantò nelle stagioni 1796 nella prima esecuzione assoluta di Giulietta e Romeo di Nicola Antonio Zingarelli; il cast comprendeva anche il celebre castrato Girolamo Crescentini e il soprano Giuseppina Grassini. Sempre nel teatro milanese si esibì, nel 1797, ne I visionarj di Giovanni Paisiello, La scuola de' gelosi di Antonio Salieri, Il trionfo di Clelia di Sebastiano Nasolini; Gli Sciti, di Giuseppe Nicolini. Nel 1800-1801 cantò le opere Clitennestra di Nicola Antonio Zingarelli e I baccanali di Roma di Giuseppe Nicolini, nelle stagioni scaligere del 1803 l'opera Alonso e Cora di Johann Simon Mayr, del 1804 cantò nella prima rappresentazione di Oreste in Tauride di Vincenzo Federici. Nel giugno 1804 cantò, dello stesso compositore,  Teseo (Cantata per la festa nazionale), che rappresentò anche la sua ultima apparizione alla Scala. Nel 1804 fu chiamato a Parigi al Teatro di Corte, cantò nella festa dell'incoronazione di Napoleone Bonaparte. Nella stagione 1805 al Teatro Riccardi fu protagonista nella prima assoluta per Bergamo ne Il Mitridate o La morte di Mitridate nel ruolo del protagonista, di Sebastiano Nasolini.
La carriera del tenore bergamasco proseguì anche nei principali palcoscenici europei di Parigi, Vienna, Londra, Barcellona e Madrid.
Si  ritirò  dalle scene probabilmente nel 1810 e si stabilì definitivamente a Bergamo, dove insegnò canto presso la Cappella Musicale di Santa Maria Maggiore. Ma le cronache dell'epoca raccontano che, all'età di 71 anni, ancora cantava durante il suo cinquantesimo anniversario di servizio presso la Scuola musicale bergamasca.
Fu amico stimato del compositore Johann Simon Mayr, di cui partecipò anche alle prime assolute delle opere Alonso e Cora e Amor non ha ritegno. La parte che più eseguì con successo di critica e di pubblico fu quella di Everardo Capellio nell'opera Giulietta e Romeo. Fu protagonista di numerose prime assolute, soprattutto dei compositori Nicola Antonio Zingarelli e di Sebastiano Nasolini.

## Repertorio
- Niccolò Piccinni
  - Alessandro nell'Indie (Alessandro), Bergamo 1789
- Francesco Bianchi
  - Aci e Galatea (Aci), Venezia 1792
- Angelo Tarchi
  - Dorval e Virginia (Clermont), Padova 1792
- Antonio Calegari
  - Telemaco in Sicilia (Telemaco), Padova 1792
- Gaetano Andreozzi
  - Amleto, Genova 1792
  - La Vergine del sole, Bologna 1803
- Giovanni Battista Borghi
  - La morte di Semiramide, Genova 1792
- Sebastiano Nasolini
  - Eugenia (Barone Hartley), Venezia 1792
  - Gli innamorati (Ridolfo), Venezia 1793
  - Cleopatra regina d'Egitto, Genova 1795
  - Il trionfo di Clelia (Orazio), Milano 1797
  - La vendetta di Nino (Seleuco), Bologna 1803
  - Il Mitridate o La morte di Mitridate (Mitridate), Bergamo 1805
- Nicola Antonio Zingarelli
  - Giulietta e Romeo (Everardo Cappellio), Milano 1796
  - Clitennestra (Egisto), Milano 1800
- Giacomo Tritto
  - Appelle e Campaspe  (Alessandro Re di Macedonia), Milano 1796
- Giovanni Paisiello
  - I visionarj, Milano 1797
- Antonio Salieri
  - La scuola de' gelosi (Conte Bandiera), Milano 1797
- Giuseppe Nicolini
  - Gli Sciti (Atamaro), Milano 1797
  - I baccanali di Roma (Ebuzio), Milano 1800
- Johann Simon Mayr
  - Alonso e Cora (Ataliba), Milano 1803
  - Amor non ha ritegno, Milano 1804
  - Arianna e Bacco, cantata, Bergamo 1817
- Bonifazio Asioli
  - Gustavo al Malabar, Torino 1803
- Giuseppe Mosca
  - Sesostri (Gustavo), Torino 1803
- Vincenzo Federici
  - Oreste in Tauride (Pilade), Milano 1804
  - Teseo, Milano 1804
- Antonio Brunetti
  - Il Bertoldo